# Toxonprucha lacerta
Toxonprucha lacerta là một loài bướm đêm trong họ Erebidae.